# Ядерна енергетика Азербайджану
У 1980 році в Азербайджані будувалась Бакинська АТЕЦ потужністю 1000 МВт поблизу селища Наваги, але приблизно в 1986 році це будівництво було залишено (хоча за супутниковими зйомками видно, що будівництво було зупинено лише 1989 року). Був повністю готовий план будівництва об'єкта, створено будівельний майданчик площею близько трьох квадратних кілометрів, закладено фундамент кількох будівель, відкрито автобусну зупинку для робітників.
У 2007 році Інститут радіаційних проблем Національної академії наук запропонував будівництво атомної електростанції потужністю 1500 МВт на тому ж місці в районі Авай на півдні Азербайджану, щоб підтримувати запропоновану там індустріалізацію.
У 2009 році Росія запропонувала взяти участь у будівництві АЕС. У червні 2008 року Міжнародне агентство з атомної енергії (МАГАТЕ) опублікувало попередню угоду про підтримку дослідницького реактора потужністю 10-15 МВт в 15 км на північ від Баку. Реактор вартістю 119 мільйонів доларів буде експлуатуватися Інститутом радіаційних проблем, який спеціалізується на дослідженнях ядерної енергії. Очікувалося, що будівництво почнеться в 2012 році, але підготовчі дослідження були припинені в листопаді 2013 року.
У травні 2014 року президент розпорядився створити Національний центр ядерних досліджень при Міністерстві зв'язку та високих технологій. У вересні 2014 року Areva запропонувала побудувати дослідницький реактор відповідно до вказівок МАГАТЕ. Азербайджан є учасником ДНЯЗ із Додатковим протоколом і Договору про всеосяжну заборону випробувань.

## Зовнішні посилання
- Emerging Nuclear Energy Countries